# ال.اف. روتشیلد
ال. اف. روتشیلد (انگلیسی: L.F. Rothschild) شرکت خدمات مالی و بانکداری آمریکایی بود، که در سال ۱۸۹۹ توسط لوئیس اف. روتشیلد تأسیس شد و در سال ۱۹۸۸ منحل گردید.